# Tomislav Draganja
Tomislav Draganja (nació el 10 de agosto de 1994) es un jugador de tenis croata. Draganja normalmente compite en el circuito ATP Challenger Series.
Draganja se centra principalmente en el dobles, donde tiene un ranking de dobles de 151 alcanzado el 17 de julio de 2017. Draganja ha ganado 9 títulos ITF Futures de dobles en el Circuito Masculino ITF.
Draganja hizo su debut en el cuadro principal del ATP en dobles en el Croatia Open Umag 2016, recibiendo un wildcard para el cuadro principal de dobles  junto a Nino Serdarušić.

## Títulos ATP (0; 0+0)

### Dobles (0)
| Leyenda                         |
| Grand Slam (0)                  |
| ATP Wourld Tour Finals (0)      |
| ATP Masters 1000 World Tour (0) |
| ATP World Tour 500 series (0)   |
| ATP World Tour 250 series (0)   |

#### Finalista (1)
| N.º | Fecha               | Torneo | Superficie    | Pareja         | Oponentes en la final          | Resultado           |
| --- | ------------------- | ------ | ------------- | -------------- | ------------------------------ | ------------------- |
| 1.  | 22 de julio de 2017 | Umag   | Tierra batida | Marin Draganja | Guillermo Durán Andrés Molteni | 3-6, 7-6(4), [6-10] |